# George Francis Hamilton
Lord George Francis Hamilton (17. prosince 1845 – 22. září 1927) byl britský státník ze starobylého šlechtického rodu Hamiltonů. Jako člen Konzervativní strany byl téměř 40 let poslancem Dolní sněmovny. Jako dlouholetý ministr námořnictva a ministr pro Indii patřil na přelomu 19. a 20. století k významným osobnostem britské koloniální politiky.

## Politická kariéra
Byl třetím synem 1. vévody z Abercornu, po matce Louise Jane Russell (1812–1905) byl spřízněn s rodinou vévodů z Bedfordu. Jeho nejstarší bratr byl 2. vévodou z Abercornu a zastával čestné posty u dvora, další bratr Claud John Hamilton (1843–1925) působil v politice. Jako syn vévody užíval titul lorda, původně sloužil v armádě a dosáhl hodnosti poručíka. V roce 1868 byl za Konzervativní stranu poprvé zvolen do Dolní sněmovny. Do parlamentu vstoupil za hrabství Middlesex, kde bez problémů uspěl i v dalších volbách. Volební reformou z roku 1885 byl volební obvod Middlesex rozdělen na šest okrsků, jedním z nich byl Ealing (dnes západní Londýn) a ten lord Hamilton zastupoval v Dolní sněmovně do roku 1906.
Kariéru v politice zahájil jako státní podsekretář pro Indii (1874–1878). V této funkci byl podřízeným a blízkým spolupracovníkem markýze ze Salisbury, který zasedal ve Sněmovně lordů, takže Hamilton byl mluvčím ministerstva pro Indii v Dolní sněmovně. V roce 1878 se stal členem Tajné rady a v letech 1878–1880 byl viceprezidentem výboru Tajné rady pro školství. V konzervativních vládách markýze ze Salisbury byl v letech 1885–1886 a 1886–1892 ministrem námořnictva, v letech 1895–1903 státním sekretářem pro Indii. Z vlády odstoupil v říjnu 1903, spolu s ním odešli z kabinetu také ministr kolonií Joseph Chamberlain a ministr financí Ch. T. Ritchie. Na ministerstvu pro Indii nahradil Hamiltona 9. vikomt Midleton, dosavadní ministr války.
Získal čestné doktoráty na univerzitách v Oxfordu a Glasgow, mimo jiné byl smírčím soudcem ve Westminsteru a Middlesexu. V letech 1894–1895 byl předsedou školské rady v Londýně.

## Rodina
Jeho manželkou byla Maud Lascelles (1846–1931), dcera 3. hraběte z Harewoodu. Měli spolu tři syny, nejstarší Ronald James Hamilton (1872–1958) působil v diplomacii, druhorozený Anthony George Hamilton (1874–1936) sloužil v armádě, nejmladší Robert Cecil Hamilton (1882–1957), jehož kmotrem byl 3. markýz ze Salisbury, dosáhl v námořnictvu hodnosti viceadmirála.